# Валки (пам'ятка природи)
Валки — ботанічна пам'ятка природи місцевого значення. Об'єкт розташований на території Канівського району Черкаської області, село Бобриця.
Площа — 0,8 га, статус отриманий у 2007 році.